# 歌川国近
歌川 国近（うたがわ くにちか、生没年不詳）とは、江戸時代の浮世絵師。

## 来歴
初代歌川豊国の門人。俗称は藤次郎、歌川の画姓を称し一英斎と号す。作画期は文政頃とされるが、作については不明。早世したと伝わる。文政11年（1828年）建立の豊国先生瘞筆之碑に「国近」の名が見られる。